# 耶罗岛埃尔皮纳尔
耶罗岛埃尔皮纳尔（西班牙語：El Pinar de El Hierro），是西班牙加那利群岛圣克鲁斯-德特内里费省耶罗岛上的一个市镇。总面积80.66平方公里，总人口1825人（2018年），人口密度23人/平方公里。这个市镇是在2007年由拉弗龙特拉的南半部分离出来而成立的。

在耶罗岛上的位置

## 图集

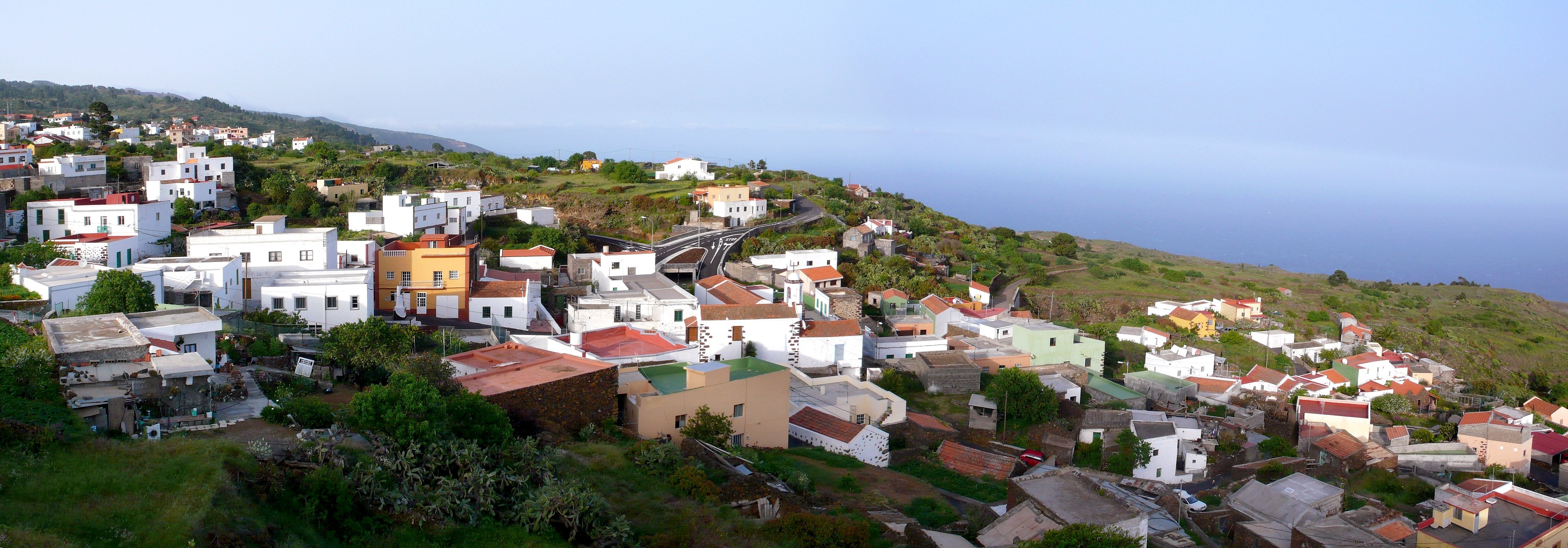
市镇风景
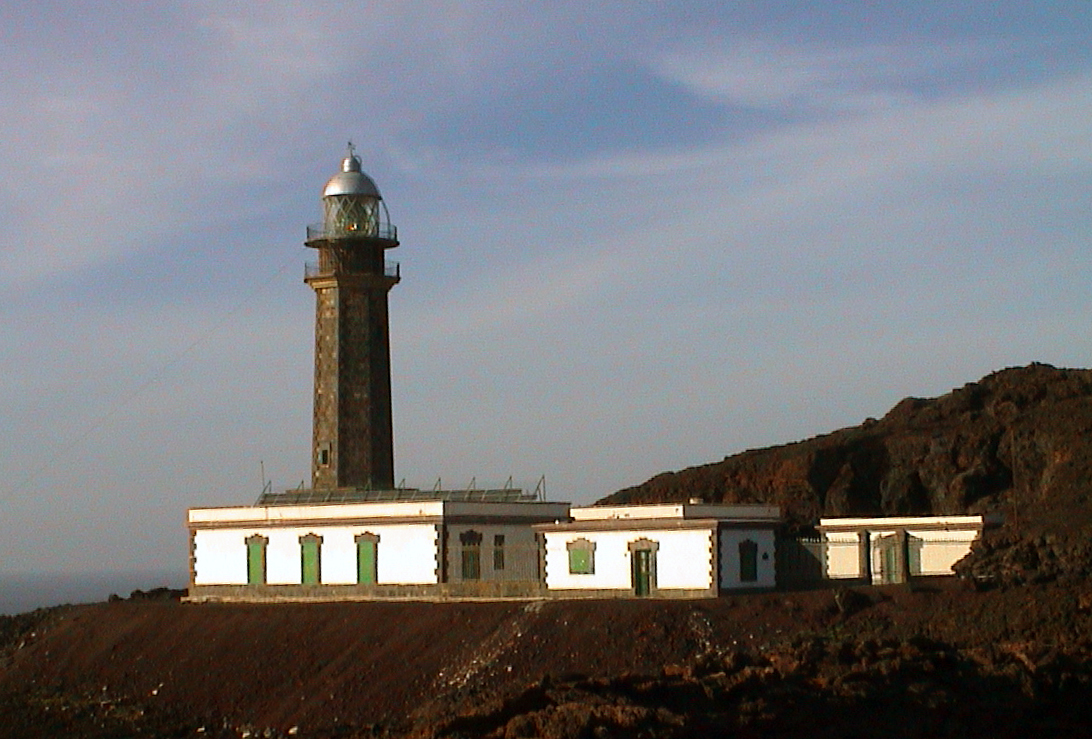
灯塔
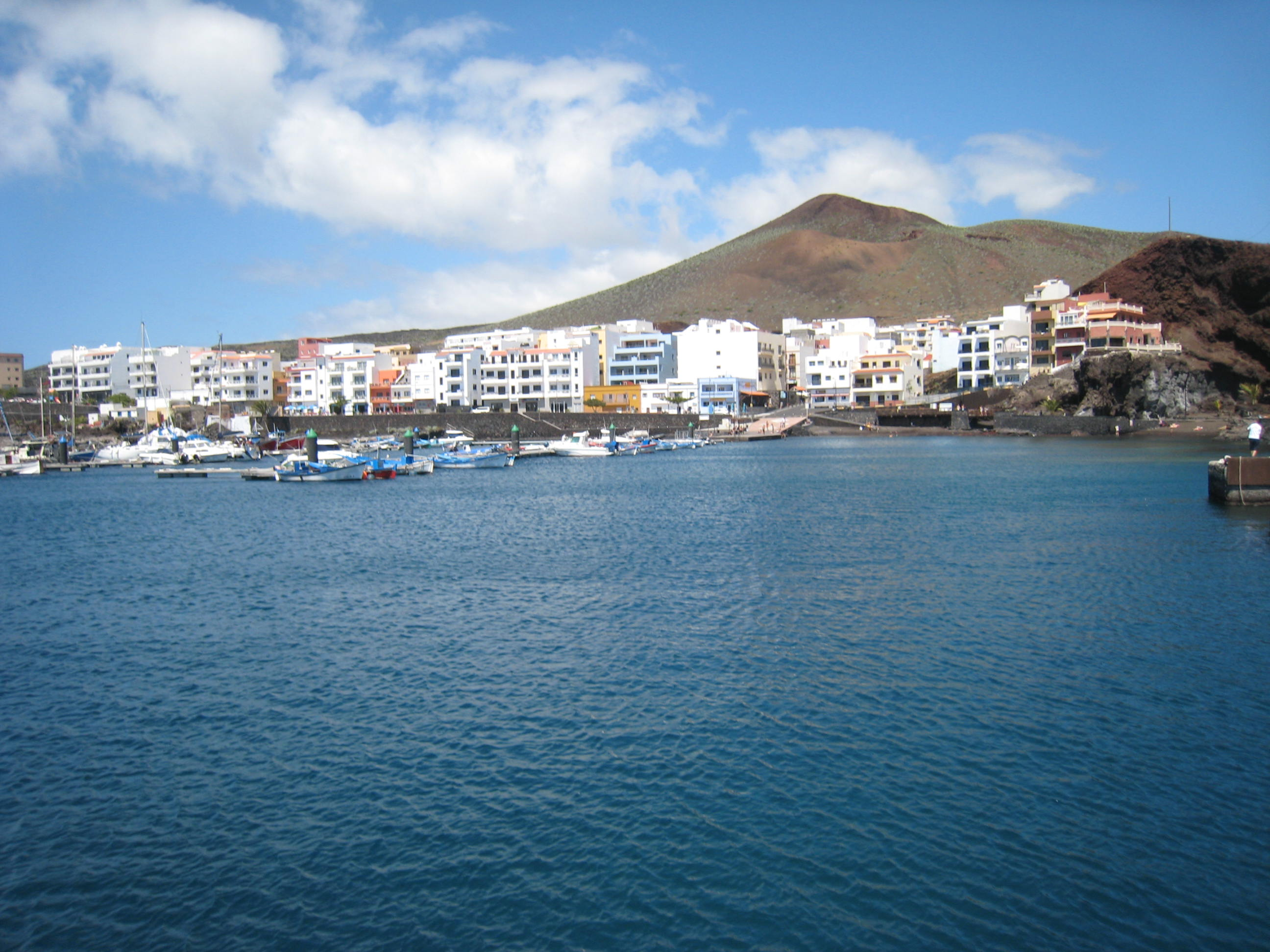
港口